# Abdülhak Şinasi Hisar
Abdülhak Şinasi Hisar (* 14. März 1887 in İstanbul; † 3. Mai 1963 ebenda) war ein osmanisch-türkischer Autor. Er verbrachte seine Kindheit in Rumelihisarı. Er besuchte das Galatasaray-Gymnasium. Anschließend studierte er Politikwissenschaft in Paris. Nach seiner Rückkehr ins Osmanische Reich arbeitete er zunächst für eine französische Firma, später für die Stines Mining Company und die Regie des Tabacs.
Nobelpreisträger Orhan Pamuk erwähnt Abdülhak Şinasi Hisar in seiner Autobiographie Istanbul als eines seiner Vorbilder.
Der Komponist Emre Aracı komponierte 1997 nach dem Werk Boğaziçi Mehtapları ein Violinkonzert.

## Werke
- Fahim Bey ve Biz (1941) (deutsche Übersetzung von Friedrich von Rummel: Unser guter Fahim Bey, Den Haag 1954)
- Çamlıca’daki Eniştemiz (1944) (deutsch:  Unser Schwager in Çamlıca)
- Ali Nizami Bey’in Alafrangalığı ve Şeyhliği (1952):
- Boğaziçi Mehtapları (1942) (deutsch: Vollmondnächte am Bosporus)
- Boğaziçi Yalıları (1954) (deutsch: Bosporus-Yalıs)
- Geçmiş Zaman Köşkleri (1956)
- Geçmiş Zaman Fıkraları (1958)
- Antoloji: Aşk imiş ..... (1955)
- İstanbul ve Pierre Loti (1958)
- Yahya Kemal’e Veda (1959)
- Ahmet Haşim : Şiiri ve Hayatı (1963)

## Biographien
- Sermet Sami Uysal: Abdülhak Şinasi Hisar, 1961
- Necmettin Turinay: Abdülhak Şinasi Hisar, 1988

| Personendaten    | Personendaten          |
| ---------------- | ---------------------- |
| NAME             | Hisar, Abdülhak Şinasi |
| KURZBESCHREIBUNG | türkischer Autor       |
| GEBURTSDATUM     | 14. März 1887          |
| GEBURTSORT       | İstanbul               |
| STERBEDATUM      | 3. Mai 1963            |
| STERBEORT        | İstanbul               |